# Christian Wilhelm Büttner
Pour les articles homonymes, voir Büttner.
Christian Wilhelm Büttner (Wolfenbüttel, 26 février 1716 - Iéna, 8 octobre 1801) est un naturaliste et philologue allemand.

## Biographie
Il fait ses études à Leipzig et voyage à travers l'Europe. En 1763, il devient professeur d'histoire naturelle à l'Université de Göttingen. Ses collections seront à l'origine de la fondation du Muséum de Göttingen. En 1788, il se retire au château d'Iéna où il est logé par le duc de Saxe-Weimar.

## Œuvres
- Tableaux comparatifs des alphabets des différents peuples dans les temps anciens et modernes (1771-1781)
- Observations sur quelques espèces de tænia (1774)
- Prodromus linguarum